# Westland Lysander
El Westland Lysander (Lisandro) fue un aeroplano de enlace y apoyo del Ejército Británico producido por Westland Aircraft. Se utilizó ampliamente durante la Segunda Guerra Mundial y fue reconocido por su capacidad STOL.
Esta aeronave de excepcional rendimiento hizo posible misiones clandestinas de variada índole tras las líneas enemigas, apoyo a la resistencia en países ocupados como Francia, Bélgica, recuperación de agentes, transporte de prisioneros de guerra, repatriación de aviadores caídos en territorio enemigo,  o espías, en particular en la Francia ocupada. A este avión se le dio el nombre de un jefe militar, en este caso, el general espartano Lisandro.

## Diseño y desarrollo

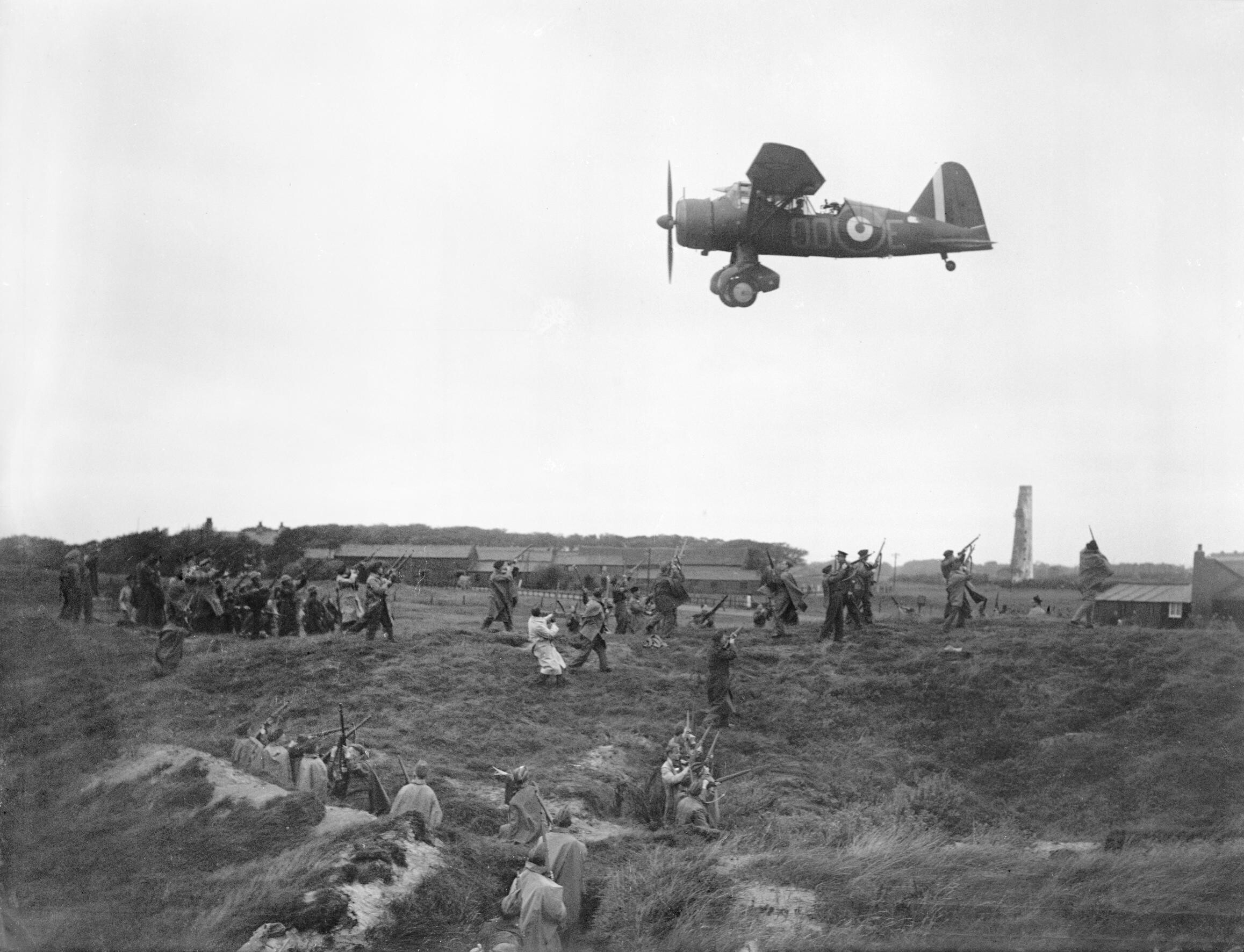
Un Westland Lysander sobrevolando trincheras de la Home Guard cerca de Formby, (septiembre de 1940)

El Westland Lysander tuvo su origen en el diseño presentado por la constructora en respuesta a la Especificación A.39/34 del Ministerio del Aire británico en la que se pedía un avión de cooperación con el ejército para la sustitución de la aeronave Hawker Héctor. Inicialmente, Hawker Aircraft, Avro y Bristol Aeroplane Company fueron invitadas a presentar sus diseños, pero después de debates en el Ministerio, la Westland Aircraft presentó su diseño. El diseño de la Westland, designado inicialmente como P.8, fue el trabajo de Arthur Davenport, bajo la dirección de W.E.W. Petter. Este fue el segundo diseño de aeronaves de Petter que pasó mucho tiempo entrevistando a pilotos de la RAF para averiguar lo que querían de tales aeronaves. El resultado de las investigaciones de Petter sugirió que los requisitos más importantes eran el campo de visión, maniobrabilidad a baja velocidad y un rendimiento STOL. Davenport y Petter trabajaron en el diseño de una aeronave en torno a esas características
El Lysander usaba el motor radial Bristol Mercury refrigerado por aire, con una característica ala de implantación alta y en la mayoría de las ocasiones, unas alas embrionarias fijadas a los carenados de las patas de los aterrizadores principales, de las que podían suspenderse armas o cargas lanzables. En apariencia no era muy diferente al polaco L.W.S.3 Mewa B. Las alas tenían un inusual giro inverso hacia el fuselaje, que da la impresión de un ala de gaviota. El primero de los dos prototipos realizó su vuelo inaugural el 15 de junio de 1936.
A pesar de su apariencia, el Lysander era muy avanzado aerodinámicamente. Estos refinamientos le dieron al Lysander una velocidad de pérdida de estabilidad a baja cota de solo 104 km / h. El Ministerio del Aire solicitó dos prototipos del P.8; el primero de estos ejemplares realizó su vuelo inaugural el 15 de junio de 1936 y de sus satisfactorias evaluaciones resultó un contrato en septiembre de 1936 por 144 aviones.
Poseía un robusto tren de aterrizaje que le permitía aterrizar en terrenos muy poco adecuados para otros aparatos y podía despegar desde una pista relativamente corta  (225-280 m).

## Historia operacional

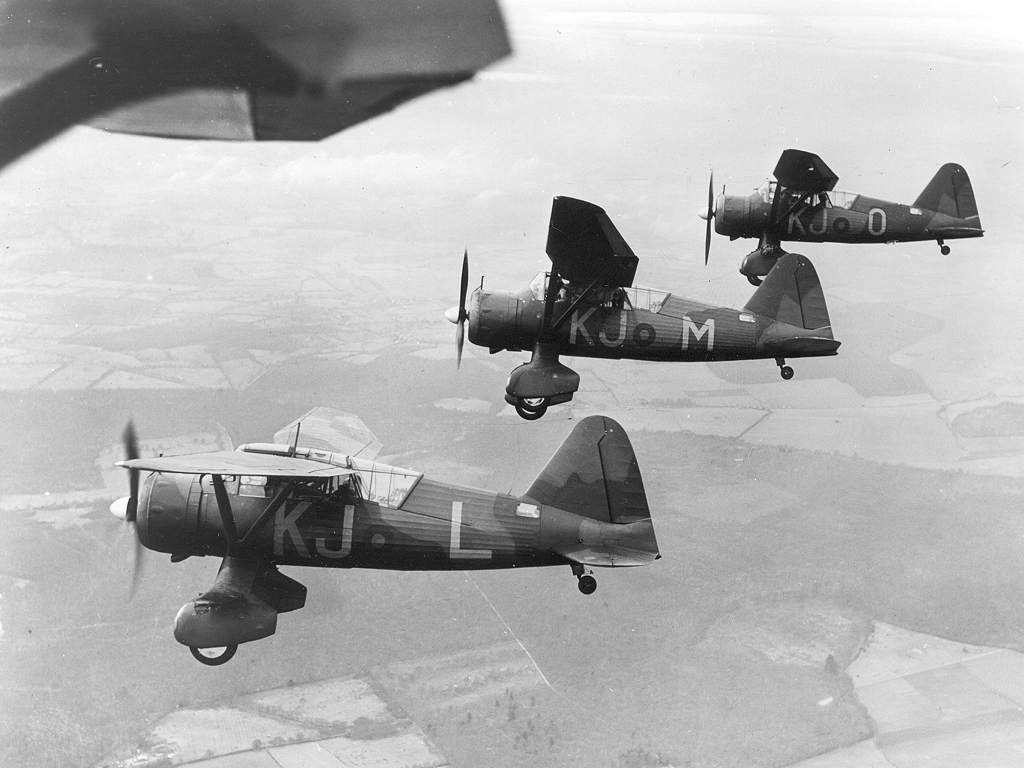
Foto de una formación de cuatro Lysanders.

Los primeros Lysander entraron en servicio en junio de 1938 en las filas del 16º Squadron de la RAF y fueron equipando a los Escuadrones de Cooperación con el Ejército e inicialmente utilizados para lanzamiento de mensajes y observación y reglaje de artillería. Cuando empezó la guerra en Europa, el temprano Mk I había sido reemplazado en gran parte por Mk II; la mayoría de los Mk I fueron al Medio Oriente. Algunos de estos aviones, ahora designado tipo L.1, operaron con los Chindits conocidos oficialmente como los Grupos de Penetración de Largo Alcance del Ejército Indio Británico en la Campaña de Birmania de la Segunda Guerra Mundial. Tuvieron un importante papel en la Batalla de Madagascar: campaña aliada para capturar esta gran isla, que estaba controlada por el gobierno de la Francia de Vichy.
También fueron enviados a Egipto, Grecia, la India y Palestina. 
Cuatro escuadrones regulares equipados con Lysanders acompañaron a la Fuerza Expedicionaria Británica en Francia. Estos fueron utilizados como observadores y bombarderos ligeros. A pesar de ocasionales victorias contra los aviones alemanes, eran blancos muy fáciles para la Luftwaffe a menos que actuasen con escolta, acompañados por Hawker Hurricane. Casi la mitad de los Lysander que operaban en Francia se perdieron y, con la caída de Francia fueron retirados de su cometido de cooperación con el ejército. De regreso a Inglaterra, fue utilizado en operativos de rescate con botes salvavidas lanzables para la pilotos de la RAF derribados en el Canal de la Mancha. Catorce escuadrones fueron formados para desempeñar esta función durante 1940-41.

## Funciones especiales
En agosto de 1941, un nuevo escuadrón, el 138.º Special Duties (Funciones Especiales), se formó para llevar a cabo misiones del SOE Special Operations Executive para mantener el contacto con la clandestina resistencia francesa.
Entre estos aviones estaban los Lysander Mk III, que volarán sobre la Francia ocupada. Aunque, en general, la oferta podría ser baja para el resto de las aeronaves del 138.º Squadron, el Lysander podía insertar y extraer los agentes del continente o recuperar tripulantes aliados derribados sobre territorio ocupado y que habían eludido la captura. Para este papel, el Mk III fue equipados con una corta escalera a babor de la cabina trasera, para acelerar el acceso a la parte trasera de la cabina y un gran depósito bajo el vientre. Con el fin de no ser detectados, los Lysander fueron pintados de negro mate, y las operaciones eran a menudo realizadas en noches sin luna.
Los agentes del SOE en Francia prefirieron los servicios del Lysander por su confiabilidad y versatilidad.  Entre los agentes que ocuparon un Lysander se cuentan a Violette Szabo, Harry Ree, Yeo-Thomas.
Los Lysander volaban desde aeropuertos secretos en Newmarket y más tarde en Tempsford, pero utilizaban regularmente bases de la RAF para cargar combustible para la travesía, en particular la RAF Tangmere. A pesar de que los Lysander volaban sin otro equipo de navegación excepto un mapa y una brújula [cita requerida], estos podían aterrizar en cortas franjas de tierra, tales como campos, marcados por cuatro o cinco antorchas. Fueron diseñados para transportar solo un pasajero en la parte trasera de cabina, pero en caso de urgente necesidad, dos ocupantes podían ser llevados en condiciones de extrema incomodidad. Los pilotos del escuadrón N.º 138 y, desde principios de 1942, el 161º Squadrón transportaron 101 agentes, y recuperaron 128 de la Europa ocupada. El Lysander demostró ser un éxito en esta función y siguió llevando a cabo tales funciones hasta la liberación de Francia en 1944.

### Francia Libre
El Westland Lysander también se sumó a las filas de las "Forces Aériennes Françaises Libres" (Fuerza Aérea de la Francia Libre FAFL), con el Groupe Mixte de Combat (GMC) 1, formado en RAF Odiham el 29 de agosto de 1940, fue enviado al África Ecuatorial Francesa a fin de persuadir a las autoridades de colonias, todavía fieles a la Francia de Vichy, a unirse a la causa Gaullista contra las Potencias del Eje, y para atacar a las fuerzas del Regio Esercito en la Libia italiana. Como ocurre con todas las aeronaves FAFL, el Lysander llevaban la insignia de la Cruz de Lorena en el fuselaje y las alas, en contraposición con el círculo tricolor utilizó por primera vez en 1914, con el fin de distinguir sus aviones de los de la Fuerza Aérea Francesa de Vichy, siendo en su mayoría empleados en misiones de reconocimiento, pero también se utilizaron para llevar a cabo ataques ocasionales.

### Otras funciones

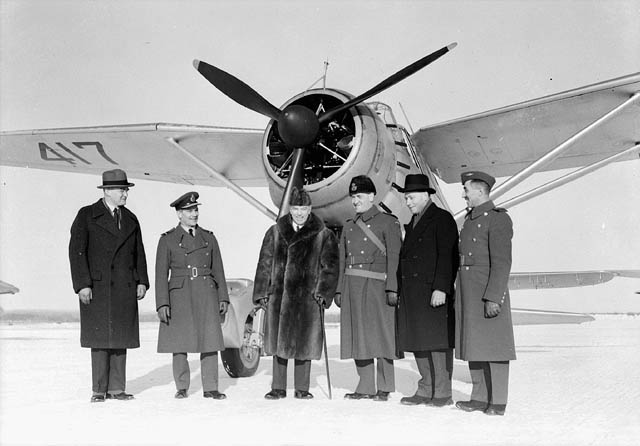
Un Westland Lysander perteneciente a la RCAF (Canadá)

Este empleó funciones tales como el remolque de objetivos y la comunicación de aeronaves. Dos aviones (T1443 y T1739) fueron trasladados a British Overseas Airways Corporation para la formación y 18 fueron utilizados por la RAF. Todos los Lysanders británicos se retiraron del servicio en 1946.
Clientes de exportación: Finlandia (Mk I: 4, Mk III: 9), Irlanda (Mk II: 6), Turquía (Mk II: 36), Portugal (Mk III: 8), los Estados Unidos (25), India (22) y Egipto (20). Los Lysanders egipcios fueron los últimos en servicio activo, y utilizados contra Israel en la Guerra de la Independencia en 1948.
Un total de 1.652 unidades fueron construidas, incluyendo 225 que fueron construidos en Canadá por la National Steel Car en Toronto, Ontario a finales de los años 1930, bajo licencia.

### Operación civil
En la inmediata posguerra, Westland Lysander de una serie de excedentes de guerra ex Real Fuerza Aérea Canadiense estaban empleados como vehículos aéreos con Westland Dusting Service, que operó en Alberta y al oeste de Canadá.

## Variantes
Lysander Mk.I
- Primera versión de producción propulsado con un motor radial Bristol Mercury XII de 890 cv. Dos ametralladoras M1919 Browning calibre 7,7 mm en los carenados de las ruedas una ametralladora Lewis o Vickers K de 7,7 mm montada en la cabina trasera. Alas opcionales para llevar 227 kg de bombas. Cuatro bombas de 9 kg podían ser llevadas bajo el fuselaje; 169 ejemplares construidos

Lysander TT. Mk I
- Designación de los Lysander Mk I tras ser convertidos en remolcadores de blancos

Lysander Mk II
- Similar al Lysander Mk I pero propulsada por el motor, también en estrella, Bristol Perseus XII de 905 cv

Lysander TT Mk II
- Designación de los Lysander Mk II tras ser convertidos en remolcadores de blancos

- Lysander Mk III
- Similar al Lysander MK I pero con el motor Bristol Mercury XX de 870 cv. Doble ametralladora Browning de 7, 7 mm en la cabina trasera; Westland produjo 367 ejemplares y en Canadá se montaron otros 150 bajo licencia

Lysander Mk IIIA
- Similar al Lysander Mk III. Doble ametralladora Lewis de 7,7 mm en la cabina trasera; construidos 347 ejemplares, de los que once fueron servidos a la Francia Libre (1), Portugal (8) y la USAAF (2)

Lysander Mk IIISCW
- Conversiones de Mk III y Mk IIIA para operaciones clandestinas. Sin armamento, tanque de combustible de largo alcance y una escalerilla de acceso en el costado de babor de la cabina trasera

Lysander TT Mk III
Designación de los Lysander Mk I/II/III tras ser convertidos en remolcadores de blancos
- Lysander TT Mk IIIA
- 100 remolcadores de blancos producidos de nueva planta, con motores Mercury 30

P.12 Lysander Delanne
- Experimento para intentar adaptar al Lysander una torre giratoria, con doble cola como el North American B-25 Mitchell, una torreta en el frente Nash & Thomson y una torreta en la cola del fuselaje.[6] Esto nunca pasó de ser un prototipo a escala.

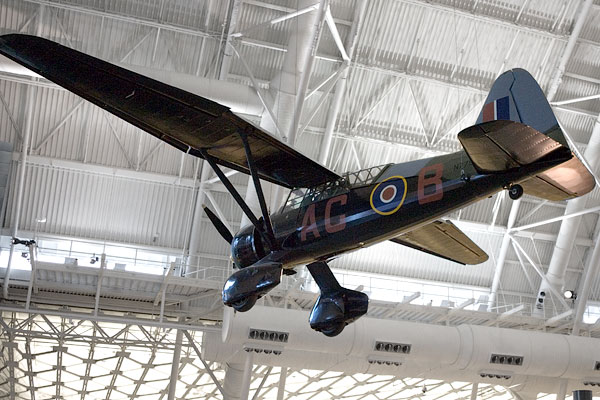
Westland Lysander IIIA en el Museo Nacional del Aire y el Espacio.

## Operadores
- Australia
- Canadá
- Egipto
- Finlandia
- Francia Libre
- India
- Irlanda
- Polonia
- Portugal
- Reino Unido
- Sudáfrica
- Turquía
- Estados Unidos[7]

## Especificaciones (Westland Lisander Mk III)

### Características generales
- Tripulación: 2 (piloto y artillero).
- Capacidad: 1 pasajero u observador
- Longitud: 9,3 m (30,5 ft)
- Envergadura: 15,2 m (50 ft)
- Altura: 4,4 m (14,5 ft)
- Superficie alar: 14,15 m²
- Peso vacío: 1980 kg
- Peso cargado: 2870 kg
- Peso máximo al despegue: 2645 kg
- Planta motriz: 1× motor radial Bristol Mercury XX.
  - Potencia: 603 kW (809 HP; 820 CV)
- Hélices: 1× tripala por motor.

### Rendimiento
- Velocidad nunca excedida (Vne): 341 km/h
- Velocidad máxima operativa (Vno):  212 mph
- Alcance: 970 km (524 nmi; 603 mi)
- Techo de vuelo: 6553 m (21 500 ft)
- Régimen de ascenso: 7,2 m/s
- Carga alar: 109 kg/m² 22 lb/ft²
- Potencia/peso: 250 W/kg (0,15 hp/lb)

### Armamento
- Ametralladoras: 5× 

  - 4x Browning M1919 cal. 7,7 mm tiro frontal
  - 1x Ametralladora Lewis de 7,7 mm para el artillero.
- Puntos de anclaje: 5 con una capacidad de indeterminada, para cargar una combinación de:  
  - Bombas: 

    - 4x bombas de 9 kg bajo el fuselaje.
    - Bombas GP 500 227 kg en afustes subalares

### Desarrollos relacionados
- Fieseler Fi 156
- Henschel Hs 126
- Piper J-3 Cub

### Listas relacionadas
- Lista de aeronaves de la RAF
- Lista de aeronaves de Estados Unidos